# Оукли
 Тази статия е за града в Юта.  За града в Айдахо вижте Оукли (Айдахо).  
Оукли (на английски: Oakley) е град в окръг Съмит, щата Юта, САЩ. Оукли е с население от 948 жители (2000) и обща площ от 16,3 km². Намира се на 1961 m надморска височина. ЗИП кодът му е 84055, а телефонният му код е 435.